# Dacus elegans
Dacus elegans är en tvåvingeart som först beskrevs av Munro 1984.  Dacus elegans ingår i släktet Dacus och familjen borrflugor.
Artens utbredningsområde är Kenya. Inga underarter finns listade i Catalogue of Life.